# Зимник (район Петрозаводска)
Зи́мник — район города Петрозаводска Республики Карелия Российской Федерации. Расположен на северо-восточном берегу Петрозаводской губы Онежского озера. Граничит с городскими жилыми районами Бараний Берег и Соломенное.

## Название
Первоначально название урочища, расположенного у выхода зимнего санного пути (зимника), шедшего из Петрозаводска по льду Петрозаводской губы в Заонежье.

## География
Границы района, согласно Постановлению Администрации Петрозаводского городского округа от 06.02.2019 № 233 «Об утверждении районов города Петрозаводска»:
От северо-восточного окончания Ботанического сада по городской черте до улицы Зимник; по улице Зимник до улицы Бараний Берег; по улице Бараний Берег до юго-восточной границы застройки улицы Зимник; по юго-восточной границе застройки улицы Зимник; по береговой линии Онежского озера до юго-восточного окончания Ботанического сада; по восточной границе Ботанического сада до городской черты

## История
Хутор, возникший в урочище, получил статус населённого пункта в 1920-х годах. В 1926 году хутор отмечен как однодворное поселение. К 1933 году значительную часть населения Зимника составляли финны-переселенцы.
16 февраля 1935 года Зимник включён в состав города Петрозаводска.

## Улицы
- Берестяной проулок
- Зимницкий проулок
- Средний Зимницкий проулок
- Большой Зимницкий переулок
- Малый Зимницкий переулок
- Старый Зимницкий переулок
- Хуторской переулок
- аллея Тропа Гангас
- аллея Тропа Зимник
- аллея Тропа Песочник
- улица Зимник

## Транспорт
Район соединяет с остальным городом два сезонных автобусных маршрута:
- № 23 «Финский проезд — Зимник»[3];
- «Зимник»: «Железнодорожный вокзал — Зимник»[4].